# 小野直樹
小野 直樹（おの なおき、1957年1月14日 - ）は、日本の実業家。

## 人物
愛知県名古屋市出身。1979年京都大学工学部卒業後、三菱鉱業セメント（現在の三菱マテリアルおよびUBE三菱セメント）入社。
三菱マテリアルの常務、副社長等を経て、2018年代表取締役社長、2019年指名委員会等設置会社に移行し、取締役代表執行役社長。社長就任後は月1回、社員向けに音声配信を行っており、匿名で送られた様々な質問に答えている。
2022年から、UBE三菱セメントの取締役（非常勤）を兼任。
座右の銘は「千思万考」。
サッカー日本代表元監督の岡田武史は大阪府立天王寺高等学校時代の同級生。